# Балесаг
Балесаг (фр. Baleyssagues) насеље је и општина у југозападној Француској у региону Аквитанија, у департману Лот и Гарона која припада префектури Марманд.
По подацима из 2011. године у општини је живело 182 становника, а густина насељености је износила 22,25 становника/km². Општина се простире на површини од 8,18 km². Налази се на средњој надморској висини од 82 метара (максималној 108 m, а минималној 25 m).

## Демографија
| 1962. | 1968. | 1975. | 1982. | 1990. | 1999. | 2011. |
| ----- | ----- | ----- | ----- | ----- | ----- | ----- |
| 189   | 217   | 182   | 189   | 184   | 176   | 182   |

График промене броја становника у току последњих година